# Pietriceaua
Pietriceaua – wieś w Rumunii, w okręgu Prahova, w gminie Brebu. W 2011 roku liczyła 1170 mieszkańców.